# Funicolare di San Luca
La funicolare di San Luca fu un impianto funicolare di Bologna, attivo dal 1888 al 1889.
Fu progettata da Alessandro Ferretti, ingegnere noto anche per altre realizzazioni simili, tra cui la funicolare di San Michele in Bosco.

## Storia
(Alessandro Ferretti, 1885)
Il 6 novembre 1882 l'ideatore della funicolare, l'ingegner Alessandro Ferretti, presentò domanda al Municipio di Bologna per richiedere una «regolare concessione di impiantare un piccolo tramvaj funicolare lungo la strada comunale costeggiante il portico monumentale che dalla Piazza del Meloncello conduce al Santuario di San Luca». L'impianto proposto consisteva di due tronchi separati: un primo tronco dall'Arco del Meloncello al Forte Costantini, presso il XII Mistero, nel punto in cui la strada sottopassa il portico; e un secondo tronco, di lunghezza dimezzata rispetto al primo, dal Forte Costantini alla Vigna Balli, poco oltre la polveriera. Secondo il progetto, dunque, la funicolare si sarebbe fermata ancor prima dell'Antica osteria di San Luca, senza raggiungere direttamente il Santuario. Le vetture previste, con capienza massima di 12 persone, avrebbero viaggiato su rotaia: questa circostanza destò preoccupazioni nell'Amministrazione municipale, che temeva le ripercussioni sul traffico veicolare dovute al restringimento della carreggiata stradale. Per ovviare al problema, l'ingegner Ferretti condusse esperimenti con una carrozza a trazione funicolare senza rotaie, ma l'idea fu presto abbandonata.
Il 19 e il 28 maggio 1883 si svolsero i primi esperimenti di trazione funicolare, nel primo tratto verso San Luca. Per evitare lo scivolamento delle ruote sulle rotaie, Ferretti propose di munirle di cerchioni di caucciù.
L'ingegnere formò un Comitato promotore per la realizzazione della funicolare, composto da personalità di fama e presieduto da Cesare Hercolani. Il 13 aprile 1885, il Comitato diffuse un opuscolo illustrativo del progetto, nella cui premessa Hercolani scrisse:
(Cesare Hercolani)
Il Comitato era sostenuto, tra gli altri, dalla Fabbriceria di San Lucam dal Genio Militare, dal Club Alpino Italiano.
Rispetto al primo impianto progettato nel 1882, il progetto presentato nell'opuscolo aveva assunto una diversa conformazione. Si prevedeva un binario con rotaie lisce, dotato di una terza rotaia dentata, posta sul lato sinistro, solo nei tratti di maggiore pendenza. La fune traente sarebbe stata collocata lungo la mezzaria del binario, percorrendo una scanalatura difesa da due lungherine in legno. La vettura, con una capienza di 30 persone, sarebbe stata trainata con una forza motrice di 50 cavalli vapore.
Nonostante l'autorizzazione degli esperimenti, tuttavia, il Municipio non concesse il nulla osta definitivo per l'attuazione della funicolare, temendo in particolare le "serie difficoltà che l’impianto di una funicolare in sede stradale avrebbe potuto arrecare al traffico dei veicoli ordinari".
L'ingegner Ferretti ritenne allora di legare la realizzazione della funicolare, e di un impianto analogo presso San Michele in Bosco, all'approssimarsi della Grande esposizione emiliana del 1888, prevista a Bologna in concomitanza con l'ottavo centenario dell'Università di Bologna e il quarantesimo anniversario dell'8 agosto. Ferretti richiese direttamente al Ministero dei lavori pubblici l'autorizzazione per impiantare le due funicolari nel solo periodo dell'esposizione; l'una avrebbe collegato i Giardini Margherita al colle di San Michele in Bosco, mentre l'altra avrebbe collegato l'Arco del Meloncello con il Forte Costantini. Il permesso ministeriale fu accordato.
Il 19 agosto 1888, contestualmente all'attivazione della funicolare di San Michele in Bosco, entrò in funzione il primo tronco della funicolare per San Luca: la tratta attivata collegava l'Arco del Meloncello al forte Costantini, all'altezza del XII Mistero.
Per l'occasione, Alfredo Testoni pubblicò sulla rivista di satira bolognese Ehi! ch'al scusa una canzonetta dialettale intitolata Funiculì Funiculà.
L'Esposizione durò dal 6 maggio all'11 novembre 1888. Le due funicolari proseguirono il proprio servizio fino al 31 dicembre dello stesso anno. Il servizio fu riattivato il 21 aprile 1889, grazie all'ottenimento di una nuova concessione che consentiva la ripresa dell'esercizio in via provvisoria; l'attività cessò definitivamente tre mesi dopo, nel luglio 1889.
Il 25 luglio 1889, Ferretti scrisse al Comune di Bologna:
Il collegamento con San Luca fu ripristinato, in seguito, con la funivia di San Luca, inaugurata nel 1931.